# Capitulaciones de boda y baile campestre
Capitulaciones de boda y baile campestre es un cuadro del pintor Antoine Watteau, realizado en torno a 1711, que se encuentra en el Museo del Prado. Procede de la Colección Real (colección Isabel Farnesio, Palacio de La Granja de San Ildefonso, Segovia).

## Descripción de la obra
El cuadro muestra una escena del contrato o capitulación matrimonial realizada en medio de un entorno campestre. El autor, como es habitual en algunos de sus cuadros, se centra en plasmar a personajes difuminados en medio de una vegetación imprecisa y abundante, más que en el tema preciso.
Por la vestimenta de los personajes se puede suponer que pertenecían a la burguesía bien posicionada económicamente. También lo indica la acción de la firma, costumbre de esa época que parece dar más importancia a los asuntos materiales que a la felicidad de la pareja.